# هنريتا فلبس جيفريز
هنريتا فلبس جيفريز (بالإنجليزية: Henrietta Phelps Jeffries)‏ هي قابلة أمريكية، ولدت في 5 يناير 1857 في مقاطعة هاليفاكس في الولايات المتحدة، وتوفيت في 22 أغسطس 1926 في ميلتون في الولايات المتحدة.